# Kot tybetański
Kot tybetański (Felis bieti) – gatunek drapieżnego ssaka z podrodziny kotów (Felinae) w obrębie rodziny kotowatych (Felidae). Występuje w północno-zachodnich Chinach, nad rzeką Huang He i na południu Gobi. Opisany w 1892 roku przez Francuza Alphonse Milne-Edwardsa. Na początku sądzono, że jest spokrewniony z kotem błotnym (F. chaus), współcześnie sądzi się, że jest bliższy żbikowi europejskiemu (F. silvestris), a przez niektórych autorów traktowany jest jako jego podgatunek.

## Taksonomia
Gatunek po raz pierwszy zgodnie z zasadami nazewnictwa binominalnego opisał w 1892 roku francuski zoolog Alphonse Milne-Edwards nadając mu nazwę Felis bieti. Holotyp pochodził z Syczuanu, w Chińskiej Republice Ludowej. 
Niektórzy autorzy umieszczają proponowane rasy chutuchta i vellerosa w F. bieti; inni umieszczają je w F. silvestris. Autorzy Illustrated Checklist of the Mammals of the World uznają ten gatunek za monotypowy.

### Etymologia
- Felis: łac. feles lub felis „kot”[10].
- bieti: bp Félix Biet (1838–1901), francuski misjonarz katolicki, wikariusz apostolski Tybetu[11].

## Zasięg występowania
Zasięg występowania kota tybetańskiego jest słabo poznany; zamieszkuje podobno Qinghai, Gansu i Syczuan (środkowa Chińska Republika Ludowa); granice zasięgu nieokreślone.

## Morfologia
Długość ciała (bez ogona) 68,5–84 cm, długość ogona 32,1–35 cm; masa ciała samic 6,5 kg, samców 9 kg. Ubarwiony żółtoszaro, na grzbiecie ciemniej. Uszy z pędzelkami, żółtobrązowe. Ogon tępo zakończony z czarnym czubkiem, poprzedzonym 4 czarnymi pierścieniami.

## Ekologia
Gatunek aktywny w nocy. Najchętniej zamieszkuje wysokie łąki górskie. Żywi się głównie gryzoniami i ptakami. Zwierzę słabo poznane, zagrożone wyginięciem, ponieważ zjada również szczekuszki, które na obszarze jego występowania truje się, jako szkodniki.
W miocie występują 2-4 młode.